# Rexhep Meidani
Rexhep Meidani (Tirana, 17 augustus 1944) is een Albanees politicus. Meidani is een academicus gespecialiseerd in de natuurkunde. Hij was de derde president van Albanië vanaf 1997 tot 2002. Meidani werd opgevolgd door Alfred Moisiu in 2002.